# SRF Börse
SRF Börse ist eine Fernsehsendung von Schweizer Radio und Fernsehen. Sie beschäftigt sich mit börsenbezogenen Themen und wird seit 2006 jeweils montags bis freitags um 19:25 Uhr unmittelbar vor der Hauptausgabe der Tagesschau auf SRF 1 ausgestrahlt.
Moderiert wird die Sendung von Andi Lüscher und Reto Lipp. Stellvertreter sind Stefanie Knoll, Andreas Kohli und Fabian von Allmen.
Frühere Moderatoren waren Daniel Hanimann, Tobias Bossard, Martin Stucki, Patrizia Laeri und Gion-Duri Vincenz.